# Lenda das Feiticeiras Raianas
A Lenda das Feiticeiras Raianas é uma história popular, transmitida por tradição oral e de origens ancestrais, na região fronteiriça da vila minhota de Melgaço, Portugal, e no município galego de Arbo, Espanha.

## Contexto Histórico e Cultural

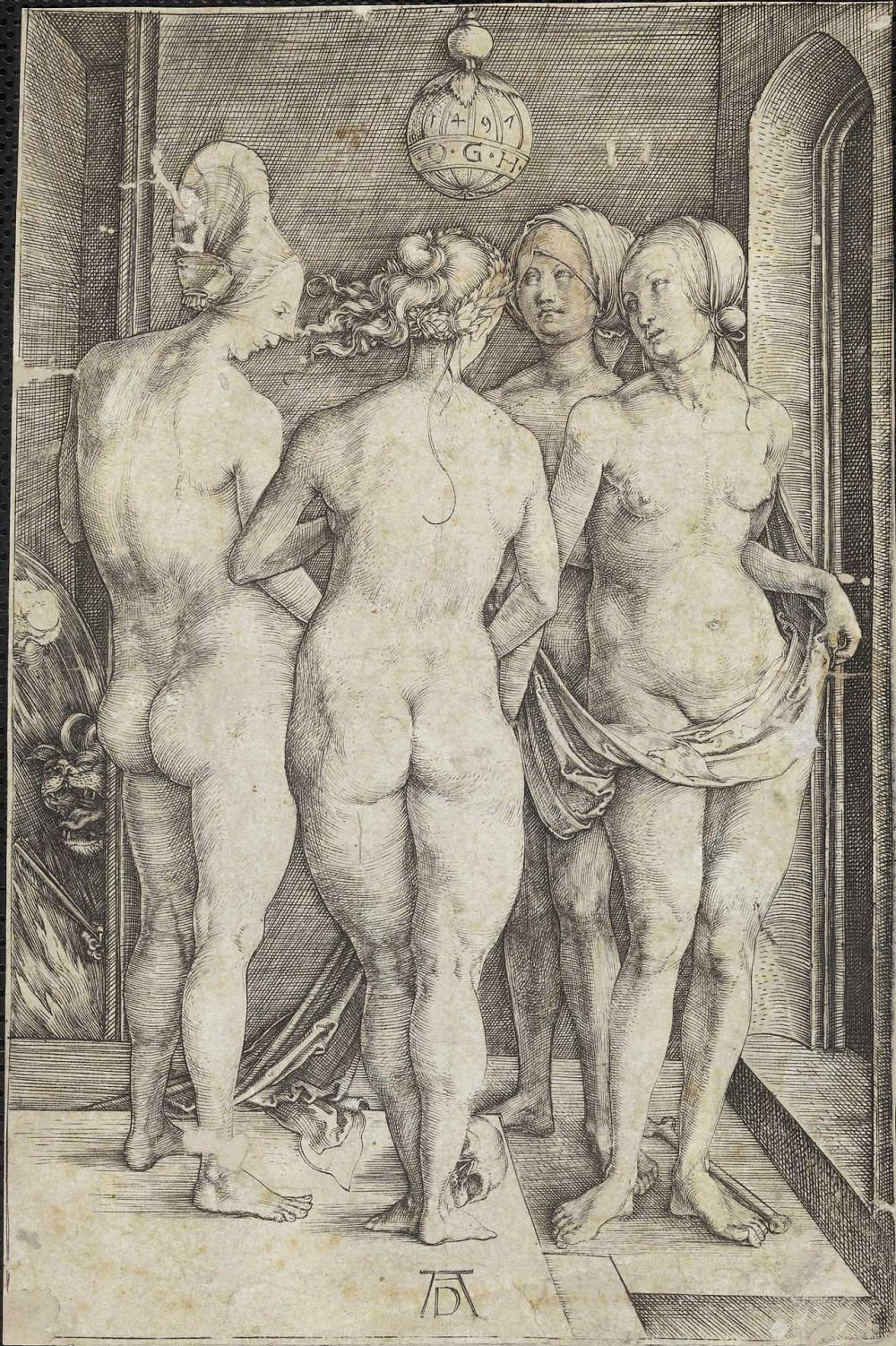
"As Quatro Feiticeiras" de Albrecht Dürer (1497)

Separadas pelo rio Minho, a vila mais setentrional de Portugal, Melgaço, e a povoação vizinha de Arbo, na Galiza, sempre cultivaram entre si histórias místicas, fantásticas ou sobrenaturais de criaturas lendárias, almas penadas, princesas encantadas e trágicos amores proibidos. Contudo as mais frequentes baseavam-se na existência das "meigas", como ainda hoje em dia são chamadas as bruxas, feiticeiras, magas e curandeiras no idioma galego e na localidade minhota
Segundo a tradição local, estas mulheres ou eram meras mortais, que se dedicavam ao estudo e prática da medicina alternativa, especialistas em plantas medicinais, de tradição celta ou pagã, sendo muitas vezes incompreendidas e ostracizadas, vítimas da perseguição religiosa e social imposta pela Igreja Católica, sobretudo durante a Idade Média, ou ainda entidades sobrenaturais com poderes mágicos, que deambulavam pela zona ribeirinha, podendo alternar entre o seu corpo de mulher e o de outros animais, tais como serpentes, veados ou até mesmo seres aquáticos. Semelhantes às sereias ou ondinas, apesar de terem uma aparecência humana, não possuiam uma alma, e quando confrontadas atacavam ou concretizavam desejos em troca de bens e favores, sendo muitas vezes revelado que o preço a pagar era demasiado alto, custando a alma ou vida dos que a elas recorriam.
Devido aos riscos que acarretava a travessia do rio, derivados do mau tempo, enchentes inesperadas, perigosos rápidos, ou a própria inexperiência da pessoa, fosse a nado ou por batela (pequeno barco utilizado na região), a causa do infortúnio daqueles que perdiam a vida ou sofriam algum revês na sua sorte era assim atribuída às feiticeiras raianas que protegiam o território e impunham a sua vontade sobre os homens das duas localidades.

## História
De tradição oral, as lendas sobre as feiticeiras raianas de Melgaço e Arbo, variavam de contador para contador, com mais ou menos uns pontos e pormenores, conforme a ocasião e a época, sendo muito raros os exemplares escritos ou publicados na língua portuguesa até aos dias de hoje. No entanto, uma das versões que sobreviveu aos tempos foi registada pelo linguista, filólogo, arqueólogo e etnógrafo português Leite de Vasconcelos em 1931, durante as suas viagens pelo Norte de Portugal. Nela, é descrito que enquanto pernoitava no lugar de Peso, em Melgaço, foi lhe contado que "Quem atravessar o río Minho en Melgaço há de levar na boca um seixinho para durante a viagem nao poder falar se as feiticeiras se meteram con ele".
Segundo os registos galegos, era então explicado que nas águas do rio Minho habitava algo mais do que as lampreias. As feiticeiras, com aparência humana, mas de essência sobrenatural, apesar de belas, amendrontavam os habitantes das duas localidades, levando os pescadores e barqueiros que as provocavam ou que por elas ficavam embeiçados para as profundezas do rio. Noutras versões, contava-se que quando subiam à superfície, na sua sedutora forma humana, somente perseguiam jovens rapazes e homens, assim como que o seu poder era tão grande que apenas bastava abrir a boca na sua presença para a sua alma ser possuída e devorada. A única forma de passar o rio era então a de colocar um pequeno seixo ou moeda na boca, de modo a não correr o risco de a abrir na presença das míticas criaturas. "Aquelles arriscados que se atrevían a cruzar a nado tiñan que meter na boca un coio que lles impedise falar por se una feiticeira lles preguntaba algo durante a travesía"